# Erich Eichele
Erich Eichele (* 26. Februar 1904 in Stuttgart; † 11. Juni 1985 ebenda) war ein deutscher evangelischer Theologe und Landesbischof der Evangelischen Landeskirche in Württemberg.

## Leben und Beruf
Erich Eichele besuchte die Pragschule und das Eberhard-Ludwigs-Gymnasium in Stuttgart sowie die Evangelisch-theologischen Seminare Schöntal und Urach, wo er seine Hochschulreife ablegte. Anschließend studierte er von 1922 bis 1926 an der Eberhard Karls Universität Tübingen Evangelische Theologie, wo er Mitglied der Studentenverbindung AG Rothenburg wurde. Er schloss sein Studium mit der Promotion zum Dr. theol. ab. Dann war er Vikar in Göttelfingen. 1929 ging er für zwei Jahre zu Studienzwecken nach Amerika (Hartford und New York). Wieder zurück in Deutschland war er kurzzeitig Pfarrer in Villingen-Schwenningen und Kirchheim unter Teck, bevor er 1931 zum Evangelischen Stift nach Tübingen wechselte, wo er in der Ausbildung junger Theologen tätig war. 1934 wurde Eichele dritter Stadtpfarrer an der Stiftskirche Stuttgart und gleichzeitig Referent beim Evangelischen Oberkirchenrat in Stuttgart. Hier stieg er auch selbst bis zum Oberkirchenrat (1944) auf. 1951 wurde Eichele von der Kirchenleitung der Evangelischen Landeskirche in Württemberg zum Prälaten in Ulm auf die dortige Prälatur berufen.
Am 26. Februar 1962 wurde Eichele von der Landessynode als Nachfolger von Martin Haug zum Landesbischof der Evangelischen Landeskirche in Württemberg gewählt und am 30. März 1962 durch Landesbischof Martin Haug in sein Amt eingeführt. Nach Vollendung seines 65. Geburtstag trat Eichele im Herbst 1969 in den Ruhestand. Zu seinem Nachfolger wählte die württembergische Landessynode dann Helmut Claß.

## Auszeichnungen und Ehrenämter
Eichele erhielt 1963 die Ehrendoktorwürde der evangelisch-theologischen Fakultät der Universität Tübingen (D. theol. h. c.). Neben seinem Beruf als Pfarrer bzw. Landesbischof hatte Eichele auch mehrere Ehrenämter inne. So war er 1959 bis 1962 Vorsitzender des Gustav-Adolf-Werkes in Württemberg sowie 1966 bis 1969 Vorsitzender der Arbeitsgemeinschaft Christlicher Kirchen in Deutschland (ACK). Außerdem vertrat er 1952, 1957 und 1963 die württembergische Landeskirche bei den Vollversammlungen des Lutherischen Weltbunds.

## Werke
- Die religiöse Entwicklung im Jugendalter. (1928)
- Charakteristische Merkmale der jugendlichen Religiosität. (1928)
- Vom Geheimnis der Autorität. (1958)
- Wovon lebt die Kirche? (1967)